# Сокол (футбольный клуб, Саратов)
«Со́кол» — российский футбольный клуб из Саратова, выступающий в Первой лиге. Обладатель золотых медалей Первой лиги в сезоне 2000. Двукратный победитель первенства России среди команд Второй лиги (2013/14, 2022/23). Провёл два сезона в Премьер-лиге (2001, 2002) и 16 сезонов в Первой лиге (1992—2000, 2003—2005, 2014/15 — 2016/17, с 2023/24).

## История клуба

### Предыстория
Первыми в футбол в Саратове стали играть в 1907 году саратовские студенты петербургских вузов, вскоре футбол быстро распространился в гимназической среде. В 1912 году в Саратове появляются первые футбольные кружки: в яхт-клубе, спортивном обществе «Спорт», проводившим свои игры на территории саратовского ипподрома, находившегося до революции на том же месте, где ныне располагается стадион «Локомотив». «Спорт» также принимал участие во всероссийских соревнованиях, являясь членом Всероссийского футбольного союза. Заметную роль в городе также играла команда «Гигант». Примечательно, что в 1916 году первенство города по футболу взяла команда «Сокол», одноимённого спортивного общества, учреждённого в марте 1913 года. После революции, несмотря на тяжёлые условия, в 1920—1930 годах, помимо «Спорта», «Сокола», Яхт-клуба, появляется много других клубов. Дореволюционные же постепенно теряются в ходе истории.

### «Сокол» во всесоюзных турнирах
Историю ФК «Сокол» принято вести от саратовского «Динамо», первого представителя Саратова на всесоюзном уровне. Существует несколько версий о дате его возникновения. Чаще всего говорят о 1946 году, когда «Динамо» впервые приняло участие в чемпионатах СССР. Согласно второй версии отсчёт истории «Сокола» надо вести от 1937 год, когда команда Саратова впервые приняла участие в Кубке СССР. Наиболее ранней цифрой появления саратовской команды мастеров называют 1930 год — по первому упоминанию «Динамо» в газетах. После сезона 1949 года команда была исключена из всесоюзных соревнований, и только в 1954 году в обход спортивного принципа, вновь приняла участие в третьем эшелоне советского футбола. Команда была переведена под ведомство завода «Элмаш», и получила название от спортивного общества работников электротехнической промышленности — «Энергия». В 1955 году команда заняла последнее место и уступила в переходном матче чемпиону РСФСР «Торпедо» Таганрог, вновь потеряв право на участие в чемпионатах СССР. В 1957 году произошло очередное и последнее возвращение саратовской команды на всесоюзный уровень. Команда была передана Приволжской железной дороге и получила название «Локомотив», что послужило сильным фактором в развитии команды. В 1958 году саратовцы сыграли товарищеский матч с московским «Локомотивом» — победителем Кубка СССР того года и победили со счётом 4-2. В 1962 году команда передана в спортивное общество «Труд», и была переименована соответствующим образом. Но уже в конце сезона 1962 года команда передана СЭПО и получила название заводского спортклуба — «Сокол». В 1965 году «Сокол» под руководством Бориса Яковлева занял первое место в своей группе, победил в полуфинальном турнире, вышел в финальный турнир и во вторую группу класса А.
В 1980-х годах «Сокол» был одним из лидеров поволжской зоны Второй лиги, борясь за право представлять Поволжье в Первой лиге.

### «Сокол» в чемпионатах России (1992—2005)
После распада СССР для «Сокола» начались новые времена, команда поднялась в Первую лигу чемпионата России.
В сезонах 1992 и 1993 команда была крепким середняком турнира, занимая 7-е и 5-е место в зоне «Центр» соответственно. Первый успех случился в 1994 году, когда в объединённом турнире Первой лиги «Сокол», состоявший в основном из местных воспитанников, под руководством Александра Корешкова занял 4-е место. В эти годы в команде раскрылись такие игроки, как Олег Терёхин, позже один из лучших бомбардиров московского «Динамо», Михаил Никитин, Леонид Маркевич, Равиль Монасипов. Относительно успешным получилось и выступление команды в Кубке России 1994/1995: в 1/16 финала были разгромлены самарские «Крылья Советов» (4:0), в 1/8 финала в напряжённом матче, состоявшемся на запасном поле «Лужников», «Сокол», дважды ведя в счёте, все же уступил московскому «Спартаку» (3:4). За многие годы это был один из немногих прецедентов, когда «Спартак» пропустил три гола в одной игре от российской команды.
В 1995 году «Сокол» попытался развить успех и к середине сезона поднялся на 2-е место, дававшее право на выход в Высшую лигу. Однако, последовавшая серия поражений отбросила команду в середину турнирной таблицы, из которой она уже не выбралась, заняв итоговое 10-е место. В сезоне 1995 новым спонсором клуба стала Приволжская железная дорога, в результате чего к названию команды была добавлена приставка ПЖД, президентом клуба стал Валерий Ковалёв, также много сделавший для восхождения в Первую лигу петербургского «Локомотива».
Перед началом сезона 1996 «Сокол-ПЖД» впервые считался одним из явных фаворитов на повышение в классе. Команду пополнили такие игроки, как Дени Гайсумов (ЦСКА), Владимир Семёнов («Динамо» Москва), Карапет Микаелян (один из лучших бомбардиров предыдущего сезона, «Звезда» Иркутск), юный Максим Шацких и, чуть ранее в 1995 году, Дмитрий Вязьмикин. Из Первой лиги в тот год в Высшую лигу выходило сразу три команды, и до 14-го тура «Сокол-ПЖД» стабильно входил в лидирующую тройку. Однако, как и годом ранее, серия неудач на выезде и дома отбросила команду на 11-е место. Возглавлявший команду в течение шести лет Александр Корешков был отправлен в отставку, новым главным тренером стал Николай Киселёв, с которым команда финишировала на 8-м месте. Киселёв отработал с «Соколом-ПЖД» ещё один сезон 1997, команда заняла 3-е место (лучшее достижение в истории клуба на тот момент), однако в том году наверх поднимался только победитель турнира, которым стал элистинский «Уралан».
В конце 1997 года у клуба сменился генеральный спонсор: вместо Приволжской железной дороги им стала компания «Ликсар» (производитель ликёро-водочной продукции). Новым президентом клуба стал молодой бизнесмен Роман Пипия. В межсезонье сменился также главный тренер: вместо Николая Киселёва, по слухам уволенного из-за поражения в кубковом матче с «Рубином» (на результат которого поспорили губернатор Саратовской области Дмитрий Аяцков и президент Татарстана Минтимер Шаймиев), команду должен был возглавить Сергей Павлов известный по работе в камышинском «Текстильщике». Однако новым тренером стал малоизвестный украинский специалист Анатолий Раденко. Одной из наиболее колоритных фигур клуба в конце 1990-х был также вице-президент «Сокола» иорданец Адель Масуд Омар Саид (которого в команде на русский манер звали Адель Иванович) — выпускник ГЦОЛИФК и первый иорданец, получивший научную степень в области физкультуры и спорта. Начав с работы в дипломатической сфере (посольство Кувейта в СССР), позже он работал менеджером челнинского «КАМАЗа» и московского «Динамо».
В сезоне 1998 «Сокол» (избавившийся от приставки ПЖД) впервые боролся за выход в высший дивизион чемпионата России до последних туров. Несмотря на невнятный старт и быструю смену тренера (по ходу сезона команду возглавил Владимир Федотов), «Сокол» сумел наверстать упущенное и за шесть туров до конца имел равное количество очков с главным конкурентом — нижегородским «Локомотивом». Победа в очном матче и потеря очков нижегородцами в следующем туре улучшили позиции саратовцев в борьбе за повышение в классе. Однако последовавшие затем неудачи на выезде в Махачкале и Омске вновь вывели на вперёд «Локомотив», который в итоге и оформил выход наверх.
В межсезонье 1999 в команде вновь произошли изменения. Помимо масштабной чистки состава и приглашения новых игроков, сменился и главный тренер — вместо Владимира Федотова задача выхода в высшую лигу была поручена Леониду Ткаченко, ранее уже выводившему туда калининградскую «Балтику». Однако и в том сезоне заветная цель саратовцам не покорилась, команда вновь отстала на считанные очки от второго места. Неудача была во многом предопределена летним спадом и потерей очков в личных встречах с главными конкурентами во втором круге — махачкалинским «Анжи» и воронежским «Факелом».
После нескольких неудачных попыток выхода в Высший дивизион под руководством иногородних специалистов руководство «Сокола» второй раз в его тренерской карьере доверило команду коренному саратовцу Александру Корешкову. Перед началом сезона 2000 года тренеру удалось собрать боеспособный коллектив из опытных игроков, команду пополнили вице-чемпионы России в составе «Ротора» Платон Захарчук и Альберт Борзенков, чемпионы СССР в составе ЦСКА Дмитрий Кузнецов и Владимир Татарчук, поигравшие за разные команды Высшей лиги Владимир Федотов и Александр Жидков, а также несколько игроков из прямого конкурента, калининградской «Балтики», Зураб Саная, Андрей Дементьев, Юрий Бавыкин, Андрей Федьков, Михаил Никитин.
С первых туров нового сезона «Сокол» вошёл в группу лидеров и после 8-го тура уверенно обосновался на 1-м месте, которое не упустил до самого финиша чемпионата. Команда под руководством Корешкова не только обыгрывала всех соперников, но и показывала яркую, атакующую игру как дома, так и в гостях, не редко забивая три и более голов за матч. По итогам чемпионата 2000 года «Сокол» больше всех забил в лиге (78 голов) и меньше всех пропустил (27 голов), выиграл 18 из 19 домашних матчей, а Андрей Федьков с 25 мячами стал лучшим бомбардиром Первого дивизиона. Также удачным получилось выступление в Кубке России: команда преодолела осеннюю стадию и вышла в 1/4 финала, где ей предстояло сыграть с московским «Спартаком».
Перед дебютом «Сокола» в Высшем дивизионе в 2001 году команда усилилась ещё несколькими опытными игроками: ряды саратовцев пополнили Андрей Сметанин, Евгений Плотников, Геннадий Орбу, Руслан Балтиев, Александр Коваль, Олег Терещенко, Максим Низовцев. А по ходу сезона добавились лучший бомбардир в истории чемпионатов России Олег Веретенников, бывший игрок второй команды «Барселоны» Срджан Пецель, вернулся из «Спартака» молодой Дмитрий Бугаков. Новым генеральным спонсором стала компания «Зерно Поволжья». Свой первый матч в высшей лиге «Сокол» провёл 10 марта 2001 года против московского «Спартака» (0:0). Первую домашнюю победу одержал над волгоградским «Ротором» 17 марта со счётом 1:0, мяч на 11-й минуте матча забил Андрей Федьков. Несмотря на статус дебютанта, «Сокол» продолжил победное шествие и возглавлял таблицу уже высшего дивизиона после 8-го и 10-го туров, а вплоть до 21-го тура команда держалась в пятёрке лидеров. Также «Сокол» вышел в 1/2 финала Кубка России 2000/2001, обыграв в 1/4 финала «Спартак» в Лужниках 3:1 (три гола на счету Федькова). В том сезоне в сборную России вызывался лучший бомбардир команды Андрей Федьков (14 голов в чемпионате). По итогам чемпионата саратовский клуб занял 8-е место и вновь вышел в 1/4 финала Кубка России.
В новом сезоне 2002 года развить успех не получилось. С первых туров команду начало лихорадить, постаревшие лидеры потеряли мотивацию, и, как следствие, «Сокол» быстро скатился в зону вылета. В 1/4 финала Кубка России проиграли дома представителю Первого дивизиона «Амкару» (1:2). После очередного поражения в 8-м туре чемпионата (от «Ростсельмаша», 1:2) «Сокол» опустился на последнее место, и руководство клуба приняло решение сменить главного тренера, в команду вернулся Леонид Ткаченко, который, тем не менее, не сумел удержать саратовцев в высшем дивизионе (также премьер-лигу покинул махачкалинский «Анжи», с которым Ткаченко начинал сезон). Из команды ушло прежнее руководство и спонсоры, новым президентом клуба стал Сергей Шувалов (председатель Саратовской областной думы в те годы), «Сокол» стал полностью зависим от бюджетного финансирования.
В сезоне 2003 выступление «Сокола» вышло на редкость противоречивым. Несмотря на то, что команда состояла из опытных игроков и перспективной молодёжи, игра у неё не получалась. В сезон команда вступала с Леонидом Ткаченко в должности главного тренера, которого после 2-го тура чемпионата сменил Владимир Шевчук (приводивший «Сатурн» к 6-му месту в РФПЛ), однако и он, не сумев выправить ситуацию в чемпионате, покинул Саратов летом 2003 года. Руководство клуба в третий раз попросило принять команду Александра Корешкова. Чемпионат 2003 года «Сокол» завершил на 9-м месте, попутно вылетев из Кубка России на стадии 1/32 финала.
В сезоне 2004 «Сокол» в очередной раз попытался выйти в элиту российского футбола и большую часть чемпионата занимал 2-е место в турнирной таблице, уступив его только за тур до конца «Томи» (считается[кем?], что это случилось в результате закулисных интриг и слабого финансирования команды). В Кубке России 2004/2005 «Сокол» завершил выступления на стадии 1/16 финала, обыграв в первом матче дома ЦСКА со счётом 2:0, однако не сумев из-за непогоды приехать на ответный матч в Москву, в результате чего команде было засчитано техническое поражение 0:3.
Неудача в чемпионате 2004 года стала началом распада старого «Сокола». Почти весь сезон 2005 клуб провёл на последнем месте и впервые в своей постсоветской истории вылетел во вторую лигу. По окончании сезона клуб и вовсе был ликвидирован, в результате чего команда лишилась права стартовать в турнире Второй лиги 2006 года, а проследовала сразу в Любительскую футбольную лигу (четвёртый по иерархии дивизион российского футбола тогда).

### Новый «Сокол» (с 2006 года)
Правительство области намеревалось организовать новый клуб ещё в начале сезона 2005 года, поскольку оно было недовольно тем, как бюджетные деньги расходовались клубом, принадлежащим частному лицу. Но создавать его начали только в конце сезона, когда судьба «Сокола» становилась предрешённой. В Любительскую футбольную лигу (ЛФЛ) сезона 2006 года заявился новый «Сокол-Саратов». На первый матч нового «Сокола-Саратов» в лиге пришло более четырёх тысяч человек (матч против саратовского «Салюта», завершился вничью 1:1). Средняя посещаемость в сезоне составила около двух тысяч человек.
В команду были приглашены преимущественно местные воспитанники, которым в прежние годы не находилось места в основном составе. Финансирование клуба по-прежнему было скудным. Из областного бюджета ему было выделено 15 млн рублей. Региональные власти поставили задачу — за три года вернуть области место в первой лиге. «Сокол-Саратов» выиграл кубок МФС Приволжье ЛФЛ, а затем и первенство. В финальном турнире, в котором встречались победители всех российских зон ЛФЛ, команда в финале уступила ФК «Батайск» со счётом 1:2. Получив право заявиться во второй дивизион, клуб оформил необходимые документы и со второй попытки получил профессиональный статус. На встрече руководители областного спорта заверили Президента ПФЛ Николая Толстых, что история, подобная развалу старого «Сокола», больше не повторится.
С 2007 года «Сокол-Саратов» выступал в зоне «Урал-Поволжье» Второго дивизиона. Вопреки ожиданиям своих болельщиков, команда выступала без особых успехов, финишировав в сезонах 2007 и 2008 на 12-м месте. Начало сезона 2009 года выдалось противоречивым, в июне-июле саратовская команда несколько исправила положение, выдав серию удачных игр, но затем потерпела ряд крупных поражений. Ситуацию смог улучшить новый тренер Алексей Петрушин, но год саратовцы завершили лишь одиннадцатыми.
В 2009 году команде вернули историческое название, убрав приставку с названием города, и в сезоне 2010 года она выступала под названием ПФК «Сокол», заняв 5-е место из 14. В Кубке России саратовцы одержали три победы и дошли до 1/32 финала, где уступили дома саранской «Мордовии». С 2011 года выступал в зоне «Центр» Второго дивизиона. В июне 2012 года клуб возглавил Игорь Чугайнов. Под его руководством «Сокол» в Кубке России также дошёл до 1/32 финала, проиграв дома ФК «Химки» и завершив сезон 2012/13 на третьем месте в зоне «Центр». В сезоне 2013/14 в Кубке России «Сокол» в 1/8 финала уступил на выезде ЦСКА, а в первенстве занял первое место и спустя 9 лет вернулся в Первый дивизион (ФНЛ).
Первый сезон после возвращения в ФНЛ, сезон 2014/15, саратовский коллектив завершил на 12-м месте.
В сезон 2015/16 «Сокол» вступил с новым наставником. Им стал Валерий Бурлаченко. Команда под его руководством заняла 9-е место.
На следующий сезон главным тренером был назначен Вадим Хафизов. С начала сезона 2016/17 команда испытывала финансовые проблемы, из-за чего не смогла принять участие в Кубке ФНЛ и выплачивать зарплаты игроков. По итогу сезона «Сокол» занял 18-е место и вылетел во вторую лигу (ПФЛ).
В Первенстве ПФЛ в зоне «Центр» клуб выступал в целом успешно, претендуя на возвращение в ФНЛ, но этого добиться долго не мог. В сезоне 2018/19 команда заняла второе место, уступив первое место и выход в дивизион выше московскому «Торпедо». Следующий сезон «Сокол» завершил на третьем месте. После реформы футбольных лиг, команда стала участником третьей группы первенства Олимп-ПФЛ и по итогам сезона 2020/21 заняла пятое место. По итогам следующего сезона «Сокол» занял второе место в группе 3, пропустив вперёд московскую «Родину». Через год клуб выиграл Вторую лигу в своей группе и вернулся в Первую лигу спустя шесть лет, где занял 14-е место. Однако, «Сокол» потерпел крах в следующем сезоне, выбыв обратно во Вторую лигу.

## Стадион

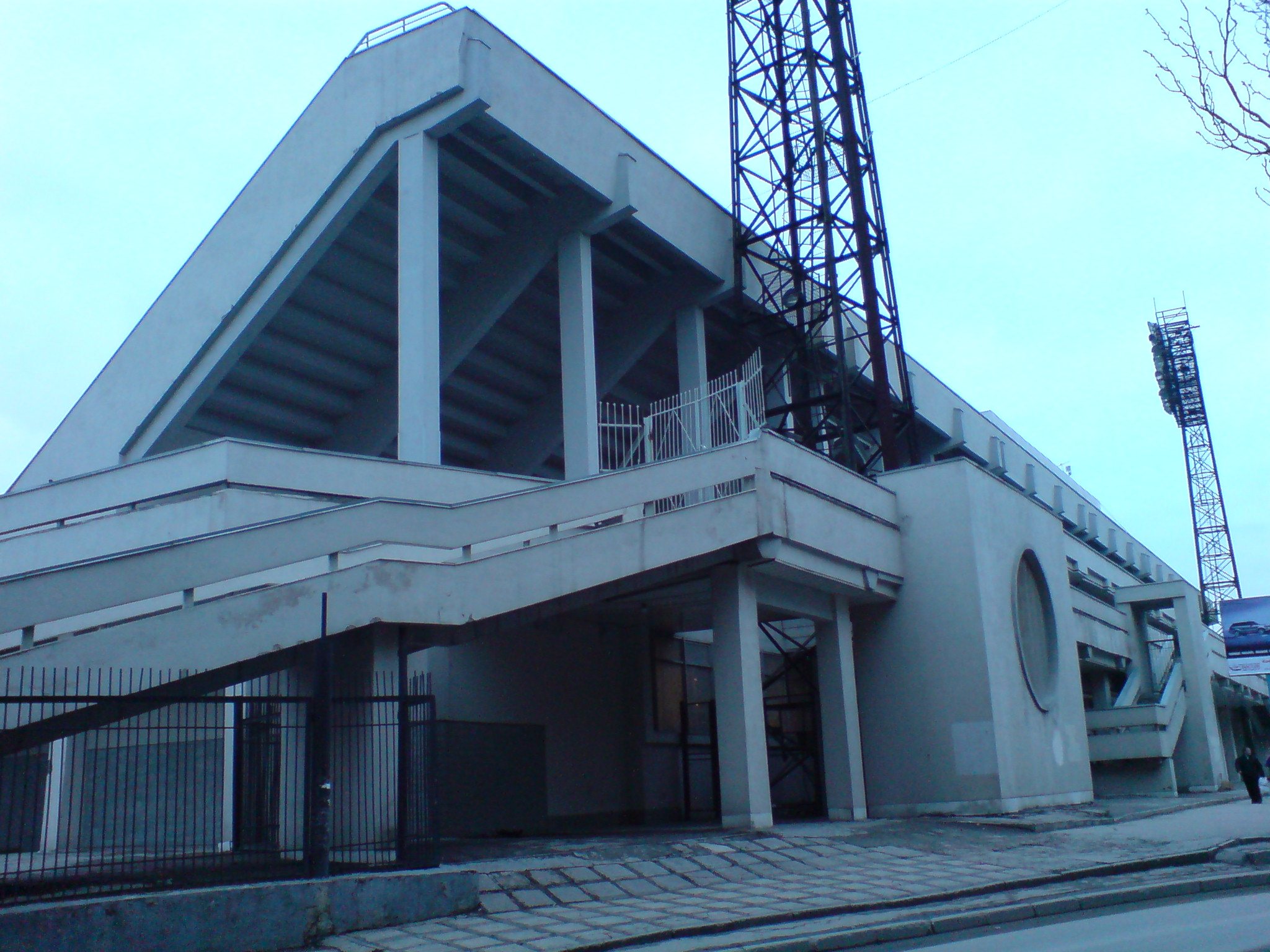
Восточная трибуна стадиона «Локомотив»

«Сокол» принимает соперников и тренируется на стадионе «Локомотив», принадлежавшем до 2010 года ОАО «Российские железные дороги». В 2010 году стадион приобретён в собственность Саратовской области, цена сделки составила 236,5 миллиона рублей. Тогда же на стадионе было уложено искусственное покрытие последнего поколения с подогревом, установлено малое электронное табло (большое электронное табло функционировало до 2006 года и было демонтировано), ВИП-ложа, комментаторские кабины, пресс-центр, микст-зона, теннисный корт, площадка для городошного спорта. В помещениях стадиона также находится и офис футбольного клуба. Абсолютный рекорд посещаемости был зафиксирован в мае 1967 года на стадии 1/16 финала Кубка СССР: за двумя играми с московским «Спартаком» наблюдало по 35 тысяч зрителей. После реконструкции, проводившейся к празднованию 200-летия Саратовской губернии в 1997 году, и установки пластиковых сидений стадион вмещает 15 000 зрителей.
Другие стадионы

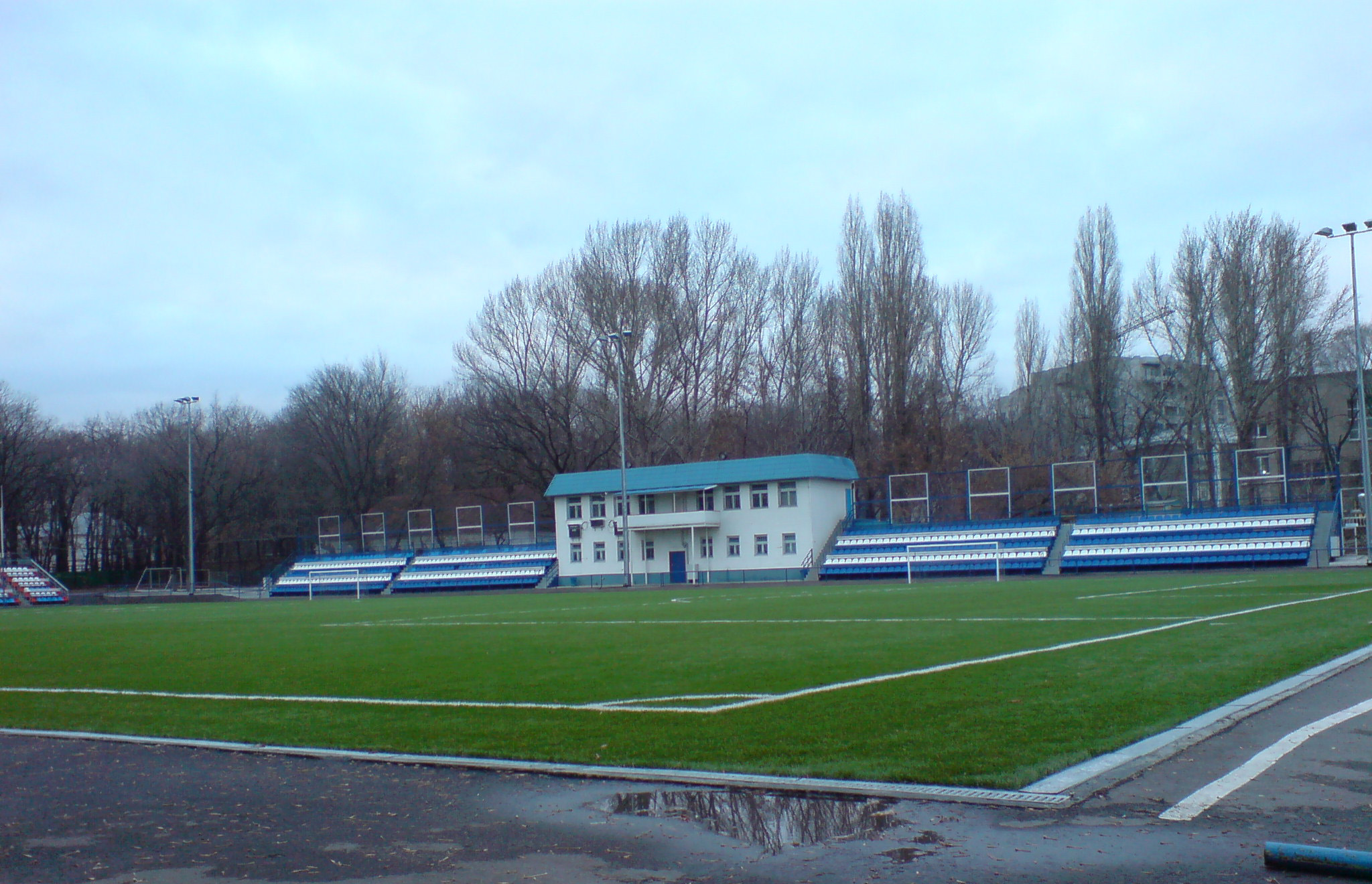
Стадион «Темп»

С 17 августа 2008 года по 7 сентября 2010 года «Сокол» принимал соперников на стадионе «Темп», который являлся и тренировочной базой клуба. После реконструкции в 2007 году на средства частных инвесторов на стадионе «Темп» постелен искусственный газон последнего поколения с подогревом, установлено новое электронное табло. Вместимость стадиона увеличилась до 1252 зрителя. На территории стадиона также находится мини-футбольный спортзал.
В 1980-х годах клуб базировался на стадионе «Сокол».

## Клубные цвета
| Голубой | Белый |

## Руководство и тренерский штаб
| Должность                          | Имя                |
| ---------------------------------- | ------------------ |
| Директор                           | Алексей Потапов    |
| Заместитель директора по спорту    | Сергей Оголев      |
| Главный тренер                     | Младен Кашчелан    |
| Старший тренер                     | Эдуард Штейнбрехер |
| Тренер                             | Артур Уткульбаев   |
| Тренер вратарей                    | Вячеслав Звягин    |
| Тренер по физподготовке            | Николай Котовец    |
| Руководитель службы безопасности   | Дмитрий Шеповалов  |
| Врач                               | Эрвин Кузьмин      |
| Массажист                          | Александр Конов    |
| Массажист                          | Юрий Владимиров    |
| Администратор                      | Артём Фёдоров      |
| Сотрудник по работе с болельщиками | Сергей Зузанов     |

## Состав
| 1  | Флаг России | Вр  | Тимур Крайков                | 2001 |  |  |  |  |  |
| 36 | Флаг России | Вр  | Михаил Левашов               | 1991 |  |  |  |  |  |
|    |             |     |                              |      |  |  |  |  |  |
| 5  | Флаг Сербии | Защ | Владимир Ковачевич (капитан) | 1992 |  |  |  |  |  |
| 6  | Флаг России | Защ | Никита Печёнкин              | 1997 |  |  |  |  |  |
| 19 | Флаг России | Защ | Аллон Бутаев                 | 1996 |  |  |  |  |  |
| 23 | Флаг России | Защ | Иван Чуриков                 | 2003 |  |  |  |  |  |
| 33 | Флаг России | Защ | Никита Глойдман              | 2002 |  |  |  |  |  |
| 42 | Флаг России | Защ | Дамир Шайхтдинов             | 2003 |  |  |  |  |  |
| 51 | Флаг России | Защ | Антон Синяк                  | 1999 |  |  |  |  |  |
| 55 | Флаг России | Защ | Артём Быков                  | 2004 |  |  |  |  |  |
| 64 | Флаг России | Защ | Алексей Доля                 | 2002 |  |  |  |  |  |
| 70 | Флаг России | Защ | Руслан Дауров                | 2002 |  |  |  |  |  |
|    |             |     |                              |      |  |  |  |  |  |

| 12 | Флаг России | ПЗ  | Алексей Исмагилов    | 2007 |  |  |  |  |  |
| 13 | Флаг России | ПЗ  | Павел Киреенко       | 1994 |  |  |  |  |  |
| 17 | Флаг России | ПЗ  | Антон Мухин          | 2005 |  |  |  |  |  |
| 18 | Флаг России | ПЗ  | Владислав Лазарев    | 2001 |  |  |  |  |  |
| 27 | Флаг России | ПЗ  | Антон Егорушкин      | 2004 |  |  |  |  |  |
| 52 | Флаг России | ПЗ  | Даниил Володин       | 2005 |  |  |  |  |  |
| 69 | Флаг России | ПЗ  | Роман Ермолин        | 2004 |  |  |  |  |  |
|    |             |     |                      |      |  |  |  |  |  |
| 9  | Флаг России | Нап | Владислав Шпитальный | 1996 |  |  |  |  |  |
| 10 | Флаг России | Нап | Сергей Грибов        | 2005 |  |  |  |  |  |
| 25 | Флаг России | Нап | Глеб Бахарев         | 2003 |  |  |  |  |  |
| 92 | Флаг России | Нап | Владислав Костин     | 2006 |  |  |  |  |  |

## Статистика

### В чемпионатах и первенствах СССР
Наивысшее достижение: 1-е место в зоне II лиги (1972, 1986). Серебряный (1986) и бронзовый (1965) призёр чемпионатов РСФСР. Полуфиналист Кубка СССР (1967).
Наибольшее количество игр за клуб в Чемпионатах СССР провёл Анатолий Асламов (около 650).
Лучший бомбардир: Анатолий Асламов (116 мячей).
Самая крупная победа: 8:0 «Локомотив» (Оренбург) (1972).
Самое крупное поражение: 0:7 «Спартак» (Вильнюс) (1954) и «Ротор» (Волгоград) (1980).

### В чемпионатах и первенствах России
Достижения:
- 8-е место в Высшей лиге: 2001
- Победитель Первой лиги: 2000
- Победитель Второй лиги (2): 2013/2014 (зона «Центр»), 2022/2023 (группа 3)

Наибольшее количество игр за клуб в Чемпионатах России провёл Леонид Маркевич (307 игр).
Наибольшее число сезонов в команде провёл Вячеслав Звягин — 18 сезонов (с 1991 по 2008).
Лучший бомбардир в чемпионатах России — Леонид Маркевич (97 голов).
Лучший бомбардир в чемпионатах России в течение одного сезона:
- первый дивизион — Олег Терёхин (29 голов в 1993)
- высший дивизион — Андрей Федьков (14 голов в 2001).

Самые крупные победы в домашних матчах:
- первый дивизион — 8:0 «Зенит» (Ижевск) (1993) и «Спартак-Орехово» (Орехово-Зуево) (1999).
- высший дивизион — 4:1 «Алания» (Владикавказ). 19 мая 2001 года.

Самая крупная победа в гостевых матчах:
- высший дивизион — 3:1 «Черноморец» (Новороссийск). 27 октября 2001 года.

Самое крупное поражение в домашних матчах:
- высший дивизион — 0:4 «Торпедо» (Москва). 21 сентября 2002 года.

Самое крупное поражение в гостевых матчах:
- высший дивизион — 2:6 «Торпедо» (Москва) (12 мая 2001 года) и 0:4 ЦСКА (Москва) (24 июня 2001 года).

В первенстве
Самая крупная победа:
- ЛФЛ, МФС «Приволжье» — 6:1 «Сарэкс» Саранск. 13 мая 2006 года.
- второй дивизион (ПФЛ) — 10:0 «Юнит» Самара. 26 октября 2008 года (домашний матч)
- второй дивизион (ПФЛ) — 0:6 «Квант» Обнинск. 30 августа 2019 (выездной матч, в Калуге)

Самое крупное поражение:
- второй дивизион — 8:1 «Газовик» Оренбург. 10 октября 2010 года.

Самая результативная ничья:
- второй дивизион — 4:4 «Салют» Белгород. 29 августа 2011 года.

## Итоги сезонов
| Год                                     | Турнир                                       | Место                                   | И                                       | В                                       | Н                                       | П                                       | Мячи                                    | О                                       |
| Чемпионаты и первенства СССР, 1946—1991 | Чемпионаты и первенства СССР, 1946—1991      | Чемпионаты и первенства СССР, 1946—1991 | Чемпионаты и первенства СССР, 1946—1991 | Чемпионаты и первенства СССР, 1946—1991 | Чемпионаты и первенства СССР, 1946—1991 | Чемпионаты и первенства СССР, 1946—1991 | Чемпионаты и первенства СССР, 1946—1991 | Чемпионаты и первенства СССР, 1946—1991 |
| --------------------------------------- | -------------------------------------------- | --------------------------------------- | --------------------------------------- | --------------------------------------- | --------------------------------------- | --------------------------------------- | --------------------------------------- | --------------------------------------- |
| 1946                                    | Третья группа, РСФСР, Нижневолжская зона     | 1                                       | 11                                      | 6                                       | 3                                       | 2                                       | 25‑9                                    | 15                                      |
| 1946                                    | Третья группа, РСФСР, Финал                  | 1                                       | 1                                       | 1                                       | 0                                       | 0                                       | 2‑0                                     | 2                                       |
| 1946                                    | Третья группа, Финал 2                       | 4                                       | 4                                       | 1                                       | 0                                       | 3                                       | 3‑7                                     | 2                                       |
| 1947                                    | Вторая группа, 1 зона РСФСР                  | 2                                       | 22                                      | 12                                      | 4                                       | 6                                       | 54‑41                                   | 28                                      |
| 1948                                    | Вторая группа, 1 зона РСФСР                  | 11                                      | 26                                      | 5                                       | 7                                       | 14                                      | 37‑63                                   | 17                                      |
| 1949                                    | Вторая группа, 3 зона РСФСР                  | 11                                      | 24                                      | 6                                       | 6                                       | 12                                      | 25‑48                                   | 18                                      |
| 1954                                    | Класс «Б», 2 зона                            | 8                                       | 22                                      | 8                                       | 5                                       | 9                                       | 21‑30                                   | 21                                      |
| 1955                                    | Класс «Б», 2 зона                            | 16                                      | 30                                      | 4                                       | 10                                      | 16                                      | 23‑45                                   | 18                                      |
| 1957                                    | Класс «Б», 1 зона                            | 11                                      | 34                                      | 13                                      | 8                                       | 13                                      | 40‑43                                   | 34                                      |
| 1958                                    | Класс «Б», 1 зона                            | 7                                       | 30                                      | 13                                      | 7                                       | 10                                      | 48‑39                                   | 33                                      |
| 1959                                    | Класс «Б», 1 зона                            | 8                                       | 28                                      | 8                                       | 11                                      | 9                                       | 39‑32                                   | 27                                      |
| 1960                                    | Класс «Б», РСФСР, 2 зона                     | 8                                       | 28                                      | 11                                      | 8                                       | 9                                       | 41‑35                                   | 30                                      |
| 1961                                    | Класс «Б», РСФСР, 3 зона                     | 2                                       | 23                                      | 14                                      | 4                                       | 5                                       | 40‑20                                   | 32                                      |
| 1962                                    | Класс «Б», РСФСР, 2 зона                     | 5                                       | 30                                      | 13                                      | 8                                       | 9                                       | 58‑41                                   | 34                                      |
| 1963                                    | Класс «Б», РСФСР, 3 зона                     | 1                                       | 30                                      | 17                                      | 6                                       | 7                                       | 58‑33                                   | 40                                      |
| 1963                                    | Класс «Б», РСФСР, Полуфинал Саратов          | 4                                       | 4                                       | 1                                       | 2                                       | 1                                       | 3‑3                                     | 4                                       |
| 1964                                    | Класс «Б», РСФСР, 3 зона                     | 5                                       | 30                                      | 13                                      | 8                                       | 9                                       | 42‑23                                   | 34                                      |
| 1965                                    | Класс «Б», РСФСР, 3 зона                     | 1                                       | 38                                      | 24                                      | 12                                      | 2                                       | 63‑25                                   | 60                                      |
| 1965                                    | Класс «Б», РСФСР, Полуфинал Саратов          | 1                                       | 4                                       | 2                                       | 2                                       | 0                                       | 4‑1                                     | 6                                       |
| 1965                                    | Класс «Б», РСФСР, Финал                      | 3                                       | 3                                       | 1                                       | 0                                       | 2                                       | 5‑6                                     | 2                                       |
| 1966                                    | Вторая группа «А», 2 подгруппа               | 9                                       | 34                                      | 11                                      | 11                                      | 12                                      | 25‑30                                   | 33                                      |
| 1967                                    | Вторая группа «А», 2 подгруппа               | 14                                      | 38                                      | 10                                      | 15                                      | 13                                      | 33‑30                                   | 35                                      |
| 1968                                    | Вторая группа «А», 2 подгруппа               | 8                                       | 40                                      | 18                                      | 12                                      | 10                                      | 59‑32                                   | 48                                      |
| 1969                                    | Вторая группа «А», 2 подгруппа, 2 зона       | 3                                       | 22                                      | 12                                      | 3                                       | 7                                       | 34‑21                                   | 27                                      |
| 1969                                    | Вторая группа «А», 2 подгруппа, 1‑12 места   | 5                                       | 34                                      | 17                                      | 7                                       | 10                                      | 50‑29                                   | 41                                      |
| 1970                                    | Вторая группа «А», 3 зона                    | 15                                      | 42                                      | 16                                      | 5                                       | 21                                      | 47‑51                                   | 37                                      |
| 1971                                    | Вторая лига, 3 зона                          | 18                                      | 38                                      | 10                                      | 9                                       | 19                                      | 33‑50                                   | 29                                      |
| 1972                                    | Вторая лига, 5 зона                          | 1                                       | 32                                      | 19                                      | 9                                       | 4                                       | 66‑24                                   | 47                                      |
| 1972                                    | Вторая лига, Финал                           | 5                                       | 5                                       | 1                                       | 1                                       | 3                                       | 6‑10                                    | 3                                       |
| 1973                                    | Вторая лига, 5 зона                          | 6                                       | 32                                      | 14                                      | 3                                       | 15                                      | 44‑38                                   | 31                                      |
| 1974                                    | Вторая лига, 4 зона                          | 14                                      | 40                                      | 12                                      | 12                                      | 16                                      | 48‑53                                   | 36                                      |
| 1975                                    | Вторая лига, 4 зона                          | 2                                       | 32                                      | 18                                      | 9                                       | 5                                       | 45‑20                                   | 45                                      |
| 1975                                    | Вторая лига, Полуфинал                       | 4                                       | 5                                       | 2                                       | 1                                       | 2                                       | 5‑3                                     | 5                                       |
| 1976                                    | Вторая лига, 4 зона                          | 4                                       | 40                                      | 23                                      | 4                                       | 13                                      | 57‑40                                   | 50                                      |
| 1977                                    | Вторая лига, 4 зона                          | 5                                       | 42                                      | 20                                      | 8                                       | 14                                      | 73‑54                                   | 48                                      |
| 1978                                    | Вторая лига, 3 зона                          | 5                                       | 46                                      | 20                                      | 15                                      | 11                                      | 65‑39                                   | 55                                      |
| 1979                                    | Вторая лига, 3 зона                          | 6                                       | 48                                      | 23                                      | 11                                      | 14                                      | 71‑49                                   | 57                                      |
| 1980                                    | Вторая лига, 3 зона                          | 17                                      | 34                                      | 9                                       | 4                                       | 21                                      | 38‑64                                   | 22                                      |
| 1981                                    | Вторая лига, 2 зона                          | 15                                      | 32                                      | 8                                       | 9                                       | 15                                      | 42‑52                                   | 25                                      |
| 1982                                    | Вторая лига, 3 зона                          | 6                                       | 32                                      | 13                                      | 8                                       | 11                                      | 40‑41                                   | 34                                      |
| 1983                                    | Вторая лига, 3 зона                          | 6                                       | 30                                      | 11                                      | 10                                      | 9                                       | 34‑32                                   | 32                                      |
| 1984                                    | Вторая лига, 3 зона                          | 13                                      | 30                                      | 8                                       | 8                                       | 14                                      | 33‑47                                   | 24                                      |
| 1985                                    | Вторая лига, 3 зона                          | 3                                       | 30                                      | 19                                      | 4                                       | 7                                       | 79‑34                                   | 42                                      |
| 1986                                    | Вторая лига, 3 зона                          | 1                                       | 32                                      | 20                                      | 8                                       | 4                                       | 67‑28                                   | 48                                      |
| 1986                                    | Вторая лига, Финал В                         | 3                                       | 4                                       | 1                                       | 0                                       | 3                                       | 8‑8                                     | 2                                       |
| 1987                                    | Вторая лига, 3 зона                          | 2                                       | 32                                      | 19                                      | 5                                       | 8                                       | 62‑34                                   | 43                                      |
| 1988                                    | Вторая лига, 9 зона                          | 4                                       | 30                                      | 18                                      | 5                                       | 7                                       | 65‑39                                   | 41                                      |
| 1989                                    | Вторая лига, 1 зона                          | 2                                       | 42                                      | 25                                      | 13                                      | 4                                       | 88‑33                                   | 63                                      |
| 1990                                    | Вторая лига, Центр                           | 18                                      | 42                                      | 15                                      | 9                                       | 18                                      | 53‑58                                   | 39                                      |
| 1991                                    | Вторая лига, Центр                           | 8                                       | 42                                      | 19                                      | 4                                       | 19                                      | 72‑74                                   | 42                                      |
| Кубки                                   |                                              |                                         |                                         |                                         |                                         |                                         |                                         |                                         |
| 1937                                    | Кубок СССР                                   | 1/64                                    | 1                                       | 0                                       | 0                                       | 1                                       | 1‑9                                     | 0                                       |
| 1938                                    | Кубок СССР                                   | 1/32                                    | 4                                       | 2                                       | 1                                       | 1                                       | 9‑5                                     | 5                                       |
| 1947                                    | Кубок СССР                                   | 1/128                                   | 1                                       | 0                                       | 0                                       | 1                                       | 1‑2                                     | 0                                       |
| 1949                                    | Кубок СССР                                   | 1/64                                    | 3                                       | 1                                       | 1                                       | 1                                       | 3‑3                                     | 3                                       |
| 1954                                    | Кубок СССР                                   | 1/32                                    | 1                                       | 0                                       | 0                                       | 1                                       | 1‑2                                     | 0                                       |
| 1955                                    | Кубок СССР                                   | 1/32                                    | 2                                       | 1                                       | 0                                       | 1                                       | 7‑3                                     | 2                                       |
| 1957                                    | Кубок СССР                                   | 1/64                                    | 1                                       | 0                                       | 0                                       | 1                                       | 1‑2                                     | 0                                       |
| 1958                                    | Кубок СССР                                   | 1/256                                   | 1                                       | 0                                       | 0                                       | 1                                       | 1‑4                                     | 0                                       |
| 1959/60                                 | Кубок СССР                                   | 1/64                                    | 2                                       | 1                                       | 0                                       | 1                                       | 5‑5                                     | 2                                       |
| 1961                                    | Кубок СССР                                   | 1/128                                   | 2                                       | 0                                       | 1                                       | 1                                       | 3‑5                                     | 1                                       |
| 1962                                    | Кубок СССР                                   | 1/256                                   | 1                                       | 0                                       | 0                                       | 1                                       | 2‑5                                     | 0                                       |
| 1963                                    | Кубок СССР                                   | 1/1024                                  | 1                                       | 0                                       | 0                                       | 1                                       | 1‑2                                     | 0                                       |
| 1964                                    | Кубок СССР                                   | 1/512                                   | 1                                       | 0                                       | 0                                       | 1                                       | 1‑2                                     | 0                                       |
| 1965/66                                 | Кубок СССР                                   | 1/64                                    | 1                                       | 0                                       | 0                                       | 1                                       | 0‑2                                     | 0                                       |
| 1966/67                                 | Кубок СССР                                   | 1/2                                     | 7                                       | 5                                       | 1                                       | 1                                       | 16‑6                                    | 11                                      |
| 1967/68                                 | Кубок СССР                                   | 1/8                                     | 6                                       | 4                                       | 1                                       | 1                                       | 9‑4                                     | 9                                       |
| 1969                                    | Кубок СССР                                   | 1/8                                     | 6                                       | 4                                       | 1                                       | 1                                       | 12‑5                                    | 9                                       |
| 1970                                    | Кубок СССР                                   | 1/32                                    | 4                                       | 2                                       | 1                                       | 1                                       | 1‑2                                     | 5                                       |
| 1986/87                                 | Кубок СССР                                   | 1/16                                    | 3                                       | 2                                       | 0                                       | 1                                       | 8‑7                                     | 4                                       |
| 1987/88                                 | Кубок СССР                                   | 1/32                                    | 2                                       | 1                                       | 0                                       | 1                                       | 2‑1                                     | 2                                       |
| 1988/89                                 | Кубок СССР                                   | 1/64                                    | 1                                       | 0                                       | 0                                       | 1                                       | 1‑3                                     | 0                                       |
| 1989                                    | Кубок РСФСР                                  |                                         |                                         |                                         |                                         |                                         |                                         |                                         |
| 1989/90                                 | Кубок СССР                                   | 1/32                                    | 2                                       | 1                                       | 0                                       | 1                                       | 8‑7                                     | 2                                       |
| 1990/91                                 | Кубок СССР                                   | 1/64                                    | 1                                       | 0                                       | 0                                       | 1                                       | 0‑3                                     | 0                                       |
| 1991/92                                 | Кубок СССР                                   | 1/64                                    | 1                                       | 0                                       | 0                                       | 1                                       | 2‑3                                     | 0                                       |
| Чемпионаты и первенства России, с 1992  |                                              |                                         |                                         |                                         |                                         |                                         |                                         |                                         |
| 1992                                    | Первая лига России, Центр                    | 7                                       | 34                                      | 15                                      | 7                                       | 12                                      | 70‑47                                   | 37                                      |
| 1993                                    | Первая лига России, Центр                    | 5                                       | 38                                      | 18                                      | 10                                      | 10                                      | 76‑41                                   | 46                                      |
| 1994                                    | Первая лига России                           | 4                                       | 42                                      | 21                                      | 11                                      | 10                                      | 65‑48                                   | 53                                      |
| 1995                                    | Первая лига России                           | 10                                      | 42                                      | 19                                      | 4                                       | 19                                      | 62‑56                                   | 61                                      |
| 1996                                    | Первая лига России                           | 8                                       | 42                                      | 18                                      | 8                                       | 16                                      | 56‑49                                   | 62                                      |
| 1997                                    | Первая лига России                           | 3                                       | 42                                      | 21                                      | 11                                      | 10                                      | 58‑35                                   | 74                                      |
| 1998                                    | Первый дивизион России                       | 3                                       | 42                                      | 21                                      | 13                                      | 8                                       | 58‑32                                   | 76                                      |
| 1999                                    | Первый дивизион России                       | 3                                       | 42                                      | 25                                      | 7                                       | 10                                      | 74‑39                                   | 82                                      |
| 2000                                    | Первый дивизион России                       | 1                                       | 38                                      | 28                                      | 5                                       | 5                                       | 78‑27                                   | 89                                      |
| 2001                                    | Высший дивизион России                       | 8                                       | 30                                      | 12                                      | 5                                       | 13                                      | 31‑42                                   | 41                                      |
| 2002                                    | Премьер‑лига России                          | 16                                      | 30                                      | 5                                       | 8                                       | 17                                      | 24‑45                                   | 23                                      |
| 2003                                    | Первый дивизион России                       | 9                                       | 42                                      | 16                                      | 14                                      | 12                                      | 52‑36                                   | 62                                      |
| 2004                                    | Первый дивизион России                       | 3                                       | 42                                      | 25                                      | 8                                       | 9                                       | 69‑38                                   | 83                                      |
| 2005                                    | Первый дивизион России                       | 22                                      | 42                                      | 7                                       | 10                                      | 25                                      | 37‑84                                   | 25                                      |
| 2006                                    | ЛФЛ, МФС «Приволжье»                         | 1                                       | 24                                      | 19                                      | 2                                       | 3                                       | 48‑8                                    | 59                                      |
| 2006                                    | ЛФЛ, финальный турнир, Батайск, группа Б     | 1                                       | 4                                       | 3                                       | 1                                       | 0                                       | 7‑0                                     | 10                                      |
| 2006                                    | ЛФЛ, финальный турнир, Батайск, Финал        | 2                                       | 1                                       | 0                                       | 0                                       | 1                                       | 1-2                                     | 0                                       |
| 2007                                    | Второй дивизион России, зона «Урал-Поволжье» | 12                                      | 26                                      | 9                                       | 3                                       | 14                                      | 22-34                                   | 30                                      |
| 2008                                    | Второй дивизион России, зона «Урал-Поволжье» | 12                                      | 34                                      | 12                                      | 5                                       | 17                                      | 49-44                                   | 41                                      |
| 2009                                    | Второй дивизион России, зона «Урал-Поволжье» | 11                                      | 30                                      | 10                                      | 7                                       | 13                                      | 30-41                                   | 37                                      |
| 2010                                    | Второй дивизион России, зона «Урал-Поволжье» | 5                                       | 26                                      | 13                                      | 7                                       | 6                                       | 39-31                                   | 46                                      |
| 2011/12                                 | Второй дивизион России, зона «Центр»         | 10                                      | 39                                      | 13                                      | 13                                      | 13                                      | 56-55                                   | 52                                      |
| 2012/2013                               | Второй дивизион России, зона «Центр»         | 3                                       | 30                                      | 15                                      | 9                                       | 6                                       | 44-17                                   | 54                                      |
| 2013/2014                               | Первенство ПФЛ, зона «Центр»                 | 1                                       | 30                                      | 21                                      | 6                                       | 3                                       | 62-24                                   | 69                                      |
| 2014/2015                               | Футбольная национальная лига                 | 12                                      | 34                                      | 10                                      | 11                                      | 13                                      | 38-41                                   | 41                                      |
| 2015/2016                               | Футбольная национальная лига                 | 9                                       | 38                                      | 14                                      | 11                                      | 13                                      | 43-38                                   | 53                                      |
| 2016/2017                               | Футбольная национальная лига                 | 18                                      | 38                                      | 7                                       | 17                                      | 14                                      | 34-53                                   | 39                                      |
| 2017/2018                               | Первенство ПФЛ, группа «Центр»               | 7                                       | 26                                      | 11                                      | 6                                       | 9                                       | 36-38                                   | 39                                      |
| 2018/2019                               | Первенство ПФЛ, группа «Центр»               | 2                                       | 26                                      | 18                                      | 4                                       | 4                                       | 49−18                                   | 58                                      |
| 2019/2020                               | Первенство ПФЛ, группа «Центр»               | 3                                       | 17                                      | 11                                      | 4                                       | 2                                       | 37−10                                   | 37                                      |
| 2020/2021                               | Первенство ПФЛ, группа 3                     | 5                                       | 30                                      | 16                                      | 7                                       | 7                                       | 44−21                                   | 55                                      |
| 2021/2022                               | Второй дивизион ФНЛ, группа 3                | 2                                       | 32                                      | 21                                      | 7                                       | 4                                       | 66−22                                   | 70                                      |
| 2022/2023                               | Вторая лига, группа 3                        | 1                                       | 34                                      | 19                                      | 5                                       | 10                                      | 40−29                                   | 62                                      |
| 2023/2024                               | Первая лига                                  | 14                                      | 34                                      | 10                                      | 8                                       | 16                                      | 32−53                                   | 38                                      |
| 1.                                      |                                              |                                         |                                         |                                         |                                         |                                         |                                         |                                         |
| Кубки                                   |                                              |                                         |                                         |                                         |                                         |                                         |                                         |                                         |
| 1992/93                                 | Кубок России                                 | 1/64                                    | 1                                       | 0                                       | 0                                       | 1                                       | 1‑5                                     | —                                       |
| 1993/94                                 | Кубок России                                 | 1/32                                    | 3                                       | 2                                       | 0                                       | 1                                       | 5‑3                                     | —                                       |
| 1994/95                                 | Кубок России                                 | 1/8                                     | 3                                       | 2                                       | 0                                       | 1                                       | 8‑4                                     | —                                       |
| 1995/96                                 | Кубок России                                 | 1/64                                    | 1                                       | 0                                       | 0                                       | 1                                       | 0‑1                                     | —                                       |
| 1996/97                                 | Кубок России                                 | 1/32                                    | 1                                       | 0                                       | 0                                       | 1                                       | 1‑2                                     | —                                       |
| 1997/98                                 | Кубок России                                 | 1/64                                    | 2                                       | 1                                       | 0                                       | 1                                       | 4‑3                                     | —                                       |
| 1998/99                                 | Кубок России                                 | 1/16                                    | 4                                       | 3                                       | 1                                       | 0                                       | 6‑3                                     | —                                       |
| 1999/00                                 | Кубок России                                 | 1/8                                     | 3                                       | 2                                       | 0                                       | 1                                       | 9‑2                                     | —                                       |
| 2000/01                                 | Кубок России                                 | 1/2                                     | 5                                       | 3                                       | 1                                       | 1                                       | 15‑6                                    | —                                       |
| 2001/02                                 | Кубок России                                 | 1/4                                     | 3                                       | 2                                       | 0                                       | 1                                       | 4‑3                                     | —                                       |
| 2002/03                                 | Кубок России                                 | 1/4                                     | 2                                       | 2                                       | 0                                       | 1                                       | 4‑3                                     | —                                       |
| 2003/04                                 | Кубок России                                 | 1/32                                    | 0                                       | 0                                       | 0                                       | 1                                       | 0‑2                                     | —                                       |
| 2004/05                                 | Кубок России                                 | 1/16                                    | 3                                       | 2                                       | 0                                       | 1                                       | 4‑3                                     | —                                       |
| 2006                                    | Кубок МФС «Приволжье»                        | Победитель                              | 8                                       | 5                                       | 3                                       | 0                                       | 15-4                                    | —                                       |
| 2007/08                                 | Кубок России                                 | 1/256                                   | 1                                       | 0                                       | 0                                       | 1                                       | 0-2                                     | —                                       |
| 2008/09                                 | Кубок России                                 | 1/256                                   | 1                                       | 0                                       | 0                                       | 1                                       | 0-1                                     | —                                       |
| 2009/10                                 | Кубок России                                 | 1/128                                   | 2                                       | 1                                       | 0                                       | 1                                       | 4-4                                     | —                                       |
| 2010/11                                 | Кубок России                                 | 1/32                                    | 4                                       | 3                                       | 0                                       | 1                                       | 7-5                                     | —                                       |
| 2011/12                                 | Кубок России                                 | 1/128                                   | 1                                       | 0                                       | 0                                       | 1                                       | 0-0                                     | —                                       |
| 2012/13                                 | Кубок России                                 | 1/32                                    | 3                                       | 3                                       | 0                                       | 1                                       | 9-2                                     | —                                       |
| 2013/14                                 | Кубок России                                 | 1/8                                     | 5                                       | 1                                       | 3                                       | 1                                       | 7-5                                     | —                                       |
| 2014/15                                 | Кубок России                                 | 1/16                                    | 2                                       | 1                                       | 0                                       | 1                                       | 3-5                                     | —                                       |
| 2015/16                                 | Кубок России                                 | 1/16                                    | 2                                       | 1                                       | 0                                       | 1                                       | 3-5                                     | —                                       |
| 2016/17                                 | Кубок России                                 | 1/16                                    | 2                                       | 1                                       | 0                                       | 1                                       | 3-4                                     | —                                       |
| 2017/18                                 | Кубок России                                 | 1/32                                    | 4                                       | 2                                       | 1                                       | 1                                       | 7-6                                     | —                                       |
| 2018/19                                 | Кубок России                                 | 1/32                                    | 4                                       | 2                                       | 1                                       | 1                                       | 7-6                                     | —                                       |
| 2019/20                                 | Кубок России                                 | 1/128                                   | 1                                       | 0                                       | 0                                       | 1                                       | 2-3                                     | —                                       |
| 2020/21                                 | Кубок России                                 | 1/64                                    | 2                                       | 1                                       | 1                                       | 0                                       | 2-1                                     | —                                       |
| 2021/22                                 | Кубок России                                 | 1/128                                   | 1                                       | 0                                       | 0                                       | 1                                       | 2-3                                     | —                                       |
| 2022/23                                 | Кубок России                                 | 1/128                                   | 1                                       | 0                                       | 1                                       | 0                                       | 2-2                                     | —                                       |
| 2023/24                                 | Кубок России                                 | 1/32                                    | 1                                       | 0                                       | 1                                       | 0                                       | 1-1                                     | —                                       |

### Бомбардиры в чемпионатах и первенствах России
| 1992      | Первая лига          | Олег Терёхин                                        | 27 |
| 1993      | Первая лига          | Олег Терёхин                                        | 29 |
| 1994      | Первая лига          | Леонид Маркевич                                     | 16 |
| 1995      | Первая лига          | Леонид Маркевич                                     | 15 |
| 1996      | Первая лига          | Карапет Микаелян                                    | 20 |
| 1997      | Первая лига          | Леонид Маркевич                                     | 14 |
| 1998      | Первый дивизион      | Владимир Лебедь                                     | 15 |
| 1999      | Первый дивизион      | Михаил Джишкариани                                  | 20 |
| 2000      | Первый дивизион      | Андрей Федьков                                      | 26 |
| 2001      | Высшая лига          | Андрей Федьков                                      | 14 |
| 2002      | Премьер лига         | Андрей Федьков                                      | 6  |
| 2003      | Первый дивизион      | Андрей Федьков                                      | 16 |
| 2004      | Первый дивизион      | Беслан Аджинджал, Пётр Качуро                       | 15 |
| 2005      | Первый дивизион      | Владимир Романенко                                  | 7  |
| 2006      | ЛФЛ, МФС «Приволжье» | Андрей Эськов                                       | 13 |
| 2007      | Второй дивизион      | Роман Стрижов                                       | 5  |
| 2008      | Второй дивизион      | Леонид Маркевич, Александр Нечаев, Константин Ионов | 7  |
| 2009      | Второй дивизион      | Сергей Родин, Николай Кильдишевen                   | 5  |
| 2010      | Второй дивизион      | Константин Жильцовen                                | 6  |
| 2011/2012 | Второй дивизион      | Георгий Смуров                                      | 16 |
| 2012/2013 | Второй дивизион      | Дмитрий Соколов                                     | 10 |
| 2013/2014 | Первенство ПФЛ       | Александр Дегтярёв                                  | 15 |
| 2014/2015 | Первенство ПФЛ       | Александр Дегтярёв                                  | 10 |
| 2015/2016 | Первенство ПФЛ       | Александр Дегтярёв                                  | 12 |
| 2016/2017 | Первенство ПФЛ       | Виталий Галышen                                     | 7  |
| 2017/2018 | Первенство ПФЛ       | Евгений Дудиков                                     | 10 |
| 2018/2019 | Первенство ПФЛ       | Фёдор Дворниковen                                   | 13 |
| 2019/2020 | Первенство ПФЛ       | Александр Перченокen                                | 10 |
| 2020/2021 | Первенство ПФЛ       | Иван Хлебородовen                                   | 12 |
| 2021/2022 | Второй дивизион      | Кирилл Бурыкин, Андрей Демченко                     | 9  |
| 2022/2023 | Вторая лига          | Владислав Фасхутдинов, Данила Ежков                 | 5  |

## Тренеры
- Юрий Ходотов (1946)
- Владислав Ольшанский (1947—1948)
- Сергей Плонский (1948)
- Пётр Осташев (1949, 1971)
- Фёдор Гусев (1951—1954, 1956)
- Леонид Маракуев (1954)
- Лев Корчебоков (1955)
- Владимир Ивашков (1957—1961)
- Василий Жарков (1962—1964)
- Борис Яковлев (1964—1969, 1984—1987)
- Алексей Поликанов (1970)
- Георгий Мазанов (1970—1971)
- Фёдор Новиков (1972—1974)
- Вадим Шпитальный (1974, 1979, 1980, 1981)
- Виктор Карпов (1974—1978)
- Виктор Белов (1978—1979)
- Вадим Иванов (1980)
- Юрий Стрелков (1981)
- Юрий Забродин (1982—1984)
- Анатолий Иванов (1988)
- Александр Кочетков (1989—1990)
- Александр Корешков (1990—1996, 2000—2002, 2003—2005)
- Николай Киселёв (1996—1997)
- Анатолий Раденко (1998)
- Владимир Федотов (1998—1999)
- Леонид Ткаченко (1999, 2002—2003)
- Владимир Шевчук (2003)
- Сергей Павлов (2006—2007)
- Анатолий Асламов (2007—2008; и. о. 1998, 2002, 2005, 2009)
- Константин Оленев (2008—2009)
- Алексей Петрушин (2009—2010)
- Игорь Меньщиков (2011)
- Михаил Дмитриевen (2011—2012)
- Игорь Чугайнов (2012—2015)
- Валерий Бурлаченко (2015—2016)
- Вадим Хафизов (2016—2017)
- Алексей Стукалов (2017—2018, 2024—2025)
- Игорь Захаряк (2018—2020, 2021—2022)
- Дмитрий Воецкийen (2020)
- Евгений Харлачёв (2022—2023)
- Анатолий Миронов (и. о., 2023)
- Денис Бояринцев (2023)
- Алексей Бага (2024)
- Младен Кашчелан (2025—н. в.)

## Дублирующий состав (фарм-клуб)
В 1994 году дубль «Сокола» принял участие в Первенстве России среди команд мастеров в Третьей лиге (5-я зона), занял 2-е место и мог бы выйти во вторую лигу, если бы не статус дубля. При этом, определённое значение имел матч предпоследнего тура, в котором саратовский «Салют» играл с лидером турнира — самарским СКД. Было решено[кем?], что в случае, если «Сокол»-д занимает 1-е место, его объединяют с «Салютом», и команда выходила бы во Вторую лигу. «Салют» проиграл (0:1), 1-е место занял СКД, и объединения не произошло.
В следующем 1995 году было принято решение преобразовать команду в новосозданный футбольный клуб «Заводчанин», который, повторив результат «Сокола»-д, вышел во вторую лигу. В другие годы дублирующий состав «Сокола» принимал участие в Первенствах РСФСР и России среди КФК/ЛФК.

## Спонсоры
- Титульный спонсор — Правительство Саратовской области и букмекерская компания «Леон» (с сентября 2024 на футболках с надписью LEON[27]).
- Технический спонсор клуба — компания Puma.

| Годы       | Производители формы | Годы       | Спонсоры                                  |
| ---------- | ------------------- | ---------- | ----------------------------------------- |
| 1998—1999  | Adidas              | 1998—1999  | Ликсар                                    |
| 2000—2001  | Umbro               | 2000—2001  | Зерно Поволжья                            |
| 2002—2005  | Umbro               | 2002—2009  | Без спонсора                              |
| 2007       | Lotto               | 2002—2009  | Без спонсора                              |
| 2008—2009  | Umbro               | 2002—2009  | Без спонсора                              |
| 2010       | Nike                | 2010—2017  | Завод металлоконструкций г. Энгельс (ЗМК) |
| 2011—2012  | Umbro               | 2010—2017  | Завод металлоконструкций г. Энгельс (ЗМК) |
| 2012—2017  | Adidas              | 2010—2017  | Завод металлоконструкций г. Энгельс (ЗМК) |
| 2017—2022  | Nike                | 2017—2022  | без спонсора                              |
| 2022—н. в. | Puma                | 2022—2023  | без спонсора                              |
| 2022—н. в. | Puma                | 2023—2024  | PARI                                      |
| 2022—н. в. | Puma                | 2024—н. в. | Леон                                      |